# Lasiobelba trichoseta
Lasiobelba trichoseta är en kvalsterart som först beskrevs av Sandór Mahunka 1983.  Lasiobelba trichoseta ingår i släktet Lasiobelba och familjen Oppiidae. Inga underarter finns listade i Catalogue of Life.